# Arhetip
Conceptul de arhetip /ˈɑrkɪtaɪp/ apare în domenii legate de comportament, teoria psihologică modernă și analiză literară. Un arhetip poate fi:
1. o declarație, model de comportament sau prototip (model) pe care alte declarații, modele de comportament și obiecte le copiază sau le imită. (Sinonimele informale utilizate frecvent pentru această utilizare includ „exemplu standard”, „exemplu de bază” și forma mai lungă „exemplu arhetipal”. Arhetipurile matematic apar adesea ca „exemple canonice”.). Se poate referi și la „modelul perfect”, și nu neapărat modelul prim, indiferent de aspectul cronologic[1].
2. o idee filozofică platoniciană care se referă la formele pure ce întruchipează caracteristicile fundamentale ale unui lucru în platonism
3. o idee inconștientă moștenită în mod colectiv, un model de gândire, o imagine etc., care este universal prezentă în psihicul individual, precum în psihologia jungiană
4. un motiv sau simbol recurent în mod constant în literatură, pictură sau mitologie (această utilizare a termenului provine atât din antropologia comparată, cât și din teoria arhetipală jungiană). În diverse cazuri aparent fără legătură din poveștile clasice, mass-media etc., personajele sau ideile împărtășesc trăsături similare.

## Etimologie
Cuvântul arhetip, „model original după care se fac cópii”, a intrat pentru prima dată în uzul limbii engleze în anii 1540 și derivă din substantivul latin archetypum, latinizarea substantivului grecesc ἀρχέτυπον (archetupon), a cărui formă adjectivală este ἀρχέτυπος (archétupos), care înseamnă „model inițial” și este compus din ἀρχή archḗ, „început, origine”, și τύπος tupos, care poate însemna, printre altele, „model” sau „tip”.

## Funcție
Utilizarea arhetipurilor în anumite bucăți literare este o abordare holistică, care poate ajuta scrierea să dobândească o acceptare universală. Acest lucru se datorează faptului că cititorii se pot raporta față de și se pot identifica cu personajele și cu situația, atât din punct de vedere social, cât și din punct de vedere cultural. Prin implementarea contextuală a arhetipurilor comune, un scriitor urmărește să imprime realism operei sale. Potrivit multor critici literari, arhetipurile au o reprezentare standard și recurentă într-o anumită cultură umană și/sau în întreaga rasă umană care poate modela întreaga structură a unei opere literare.

## Platon
Originile ipotezei arhetipale datează din perioada lui Platon. Ideile lui Platon erau forme mentale pure care au fost imprimate în suflet înainte ca el să se nască în lume. Ele erau colective, în sensul că încorporau mai degrabă caracteristicile fundamentale ale unui lucru decât particularitățile sale specifice. În secolul al XVII-lea, Sir Thomas Browne și Francis Bacon au folosit amândoi cuvântul „arhetip” în scrierile lor; Browne în The Garden of Cyrus (1658) a încercat să prezinte folosirea arhetipurilor în numele proprii simbolice.

## Arhetipuri jungiene
Conceptul de arhetipuri psihologice a fost formulat de psihiatrul elvețian Carl Jung în jurul anului 1919. În cadrul psihologic conceput de Jung, arhetipurile sunt prototipuri înnăscute și universale pentru idei și pot fi folosite pentru interpretarea observațiilor. Un grup de amintiri și interpretări asociate cu un arhetip este un complex (de exemplu, un complex al mamei asociat cu arhetipul mamei). Jung a tratat arhetipurile ca organe psihologice analoage celor fizice, în care ambele sunt constructe morfologice care au apărut prin evoluție. În același timp, s-a observat, de asemenea, că evoluția în sine poate fi considerată un construct arhetipal.

Jung afirmă în prima parte a studiului Man And His Symbols că:
Opiniile mele despre „rămășițele arhaice”, pe care eu le numesc „arhetipuri” sau „imagini primordiale”, au fost criticate în mod constant de oameni care nu au o cunoaștere suficientă a psihologiei viselor și a mitologiei. Termenul „arhetip” este adesea înțeles greșit ca însemnând anumite imagini sau motive mitologice, dar acestea nu sunt altceva decât reprezentări conștiente. Astfel de reprezentări variabile nu pot fi moștenite. Arhetipul este o tendință de a forma astfel de reprezentări ale unui motiv — reprezentări care pot varia foarte mult în detaliu, fără a-și pierde modelul de bază.

În culturile popoarelor se identifică teme sau simboluri comune și pe care Jung le consideră ca provenind din posibilitățile congenitale ale psihismului în general. Existând în formă latentă, arhetipurile s-ar actualiza în expresii artistice, în stări onirice sau patologice. În etnologia și psihologia socială contemporană s-a trecut peste aserțiunile lui Jung despre nativitatea și universalitatea arhetipurilor,  termenul fiind utilizat în sens de model simbolic comunitar sau de tipar (pattern) cultural. Arhetipurile se transmit, mai probabil decât prin ereditatea biologică, prin ereditatea socioculturală și contribuie la particularizarea unor grupări sau colectivități.
Mai târziu, în anii 1900, un psiholog vienez numit dr. Ernest Dichter a luat aceste constructe psihologice și le-a aplicat în marketing. În jurul anului 1939 el s-a mutat la New York și a trimis fiecărei agenții de publicitate de pe Madison Avenue o celebră scrisoare în care-și lăuda noua descoperire. El a constatat că aplicând produselor aceste teme universale a promovat o descoperire mai ușoară și o loialitate mai puternică față de branduri.

## Critica literară arhetipală
Critica literară arhetipală susține că arhetipurile determină forma și funcția operelor literare și că sensul textului este modelat de miturile culturale și psihologice. Arhetipurile culturale sunt forme fundamentale personificate necunoscute sau concretizate prin imagini, simboluri sau modele recurente (care pot include motive precum „căutarea” sau „ascensiunea cerească”; tipuri de caracter recognoscibile precum „șmecherul”, „sfântul”, „martirul” sau „eroul”; simboluri precum mărul sau șarpele; și imagini) și care au fost încărcate cu sens înainte de includerea lor într-o anumită operă literară.
Arhetipurile dezvăluie roluri comune în societățile universale, cum ar fi rolul mamei în relațiile ei naturale cu toți membrii familiei. Acest arhetip poate crea o imagine comună care este definită de multe stereotipuri care nu s-au separat de cadrul tradițional, biologic, religios și mitic.